# Pijptang

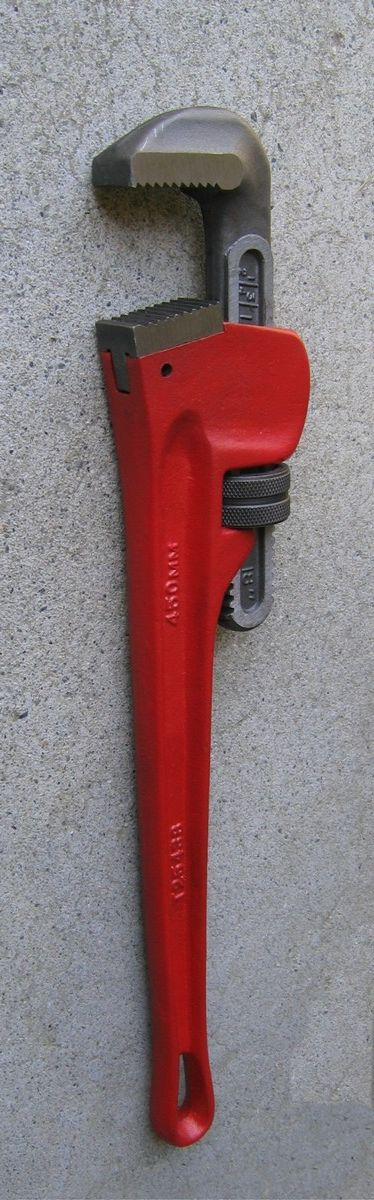
Typische pijptang

Een pijptang, pijpentang of ook wel stillsonsleutel (naar de uitvinder, Daniel C. Stillson) is een stuk gereedschap om pijpen vast te houden bij een draaiende beweging, bijvoorbeeld voor het in- of uitdraaien.
De tang bestaat uit een lange stang, met haaks daarop twee getande bekken: één vaste en één in de lengte verstelbaar door middel van een wormwiel. De bekken staan niet exact parallel, maar onder een kleine hoek. De tanden op de bekken staan in tegengestelde richting, zodat ze tijdens het draaien in de pijp "bijten".
Om een stalen pijp te verdraaien, worden de bekken juist voldoende opengezet om over de pijp geschoven te kunnen worden. De harde tanden grijpen in het relatief zachte staal van de buis. Door de stang haaks in de te draaien richting van de pijp te plaatsen, worden de bekken met grote kracht dichtgeklemd. Zo wordt de grip op de pijp versterkt naargelang men meer kracht uitoefent.
De pijptang is specifiek voor het werken met zachte (gegalvaniseerde) stalen buizen bedoeld, bijvoorbeeld voor waterleidingen. Door de enorme grijpkracht die de tang kan uitoefenen op gladde, ronde oppervlakken wordt hij ook wel misbruikt om beschadigde en verroeste bouten los te breken.
Na gebruik kan op de pijp een gegroefde indruk van de tanden zichtbaar zijn. Deze meestal lichte beschadiging heeft verder geen gevolgen.

## Trivia
- In het bordspel Cluedo staat een pijptang afgebeeld op de kaart met de Engelse sleutel. Ten onrechte: een Engelse sleutel is geen pijptang, maar een ander stuk gereedschap.